# برنامج دولي حول حالة المحيطات
البرنامج الدولي حول حالة المحيطات (IPSO) يركز على العديد من العوامل التي تهدد سلامة المحيطات على سطح الأرض. وتتم إدارة المؤسسة المسؤولة عن هذا البرنامج باعتبارها شركة لا تهدف للربح مسجلة في المملكة المتحدة. وتتم استضافة البرنامج من جانب جمعية علوم الحيوان في لندن. ويعد الدكتور أليكس روجرز المدير العلمي للبرنامج الدولي حول حالة المحيطات وأستاذ علم الحفاظ على الأحياء بقسم علم الحيوان في جامعة أكسفورد.

## مجالات البحث
- تأثيرات التغير المناخي على المحيطات[2]
- الصيد الجائر
- تحميض المحيطات
- تدمير بيئة أشكال الحياة البحرية
- مناطق صيد الأسماك والتغير المناخي
- عمليات استخراج الموارد الضارة
- تلوث البحار
- الأنواع الموجودة في البيئات البحرية

## وصلات خارجية
IPSO's website